# Ирландско-новозеландские отношения
Ирландско-новозеландские отношения — двусторонние дипломатические отношения между Ирландией и Новой Зеландией.

## История
В 1788 году Британская империя основала колонию Новый Южный Уэльс, которая включала большую часть современной Новой Зеландии, а Ирландия была частью Соединённого Королевства Великобритании и Ирландии. В 1840 году Новая Зеландия официально присоединилась к Британской империи после подписания Договора Вайтанги. Приблизительно в 1840-е годы первые ирландские эмигранты прибыли в Новую Зеландию, однако точную дату невозможно установить так как новозеландцы принимали их за англичан. По сравнению с масштабами ирландской эмиграции в Северную Америку и Австралию, Новая Зеландия пользовалась меньшим интересом у ирландцев из-за большой стоимости поездки и огромного расстояния между странами. Однако, несмотря на это в Новую Зеландию прибыло несколько тысяч ирландских эмигрантов и в настоящее время примерно 18 % жителей этой страны имеют ирландские корни.
Ирландцы и новозеландцы сражались в одних воинских подразделениях Британской империи во время Англо-бурской войны (1899—1902) и Первой мировой войны (1914—1918), в частности в Дарданелльской операции. В 1916 году во время Пасхального восстания и в 1919 году когда Ирландия объявила о своей независимости от Великобритании, часть новозеландцев ирландского происхождения вернулась в родную страну для участия в войне за независимость, но их численность была не велика так как большинство являлось уже вторым поколением эмигрантов и не интересовались своей исторической родиной. В 1947 году Новая Зеландия стала независимой страной после Закона о принятии Вестминстерского статута.
В апреле 1948 года премьер-министр Ирландии Имон де Валера прибыл в Новую Зеландию с целью найти единомышленников в вопрос объединения Ирландии под единым флагом. Однако, Имон де Валера не нашёл поддержки так как Ирландия оставалась нейтральной во время Второй мировой войны, тогда как Новая Зеландия воевала на стороне Антигитлеровской коалиции. Хотя Новая Зеландия не поддержала создание объединённой Ирландии, многие в стране признают культурный и исторический вклад ирландцев в создание нации. В 1976 году Ирландия открыла почетное генеральное консульство в Окленде с целью представления интересов страны. В 2000 году Новая Зеландия открыла почетное генеральное консульство в Дублине. Страны поддерживают сильные политические связи и имеют схожее мнение в вопросах изменения климата и принятия резолюций по проблемным моментам во всем мире. Три премьер-министра Новой Зеландии родились в Ирландии. Обе страны ратифицировали положение о Working holiday visa и тесно сотрудничают в области сельского хозяйства. В марте 2017 года Новая Зеландия объявила, что планирует открыть посольство в Дублине. В октябре 2017 года Ирландия объявила о планах открыть посольство в Веллингтоне.

## Торговля
В 2015 году Ирландия экспортировала товаров в Новую Зеландию на сумму 222 млн. долларов США (в основном сырая нефть), а экспорт Новой Зеландии в Ирландию составил сумму 52 млн долларов США (масло и другие молочные продукты, а также замороженная рыба).

## Дипломатические представительства
- Ирландия имеет посольство в Веллингтоне[15].
- Интересы Новой Зеландии в Ирландии представляет посольство страны в британском городе Лондоне, а также имеется генеральное консульство в Дублине[16].